# セオドラ・コーワン

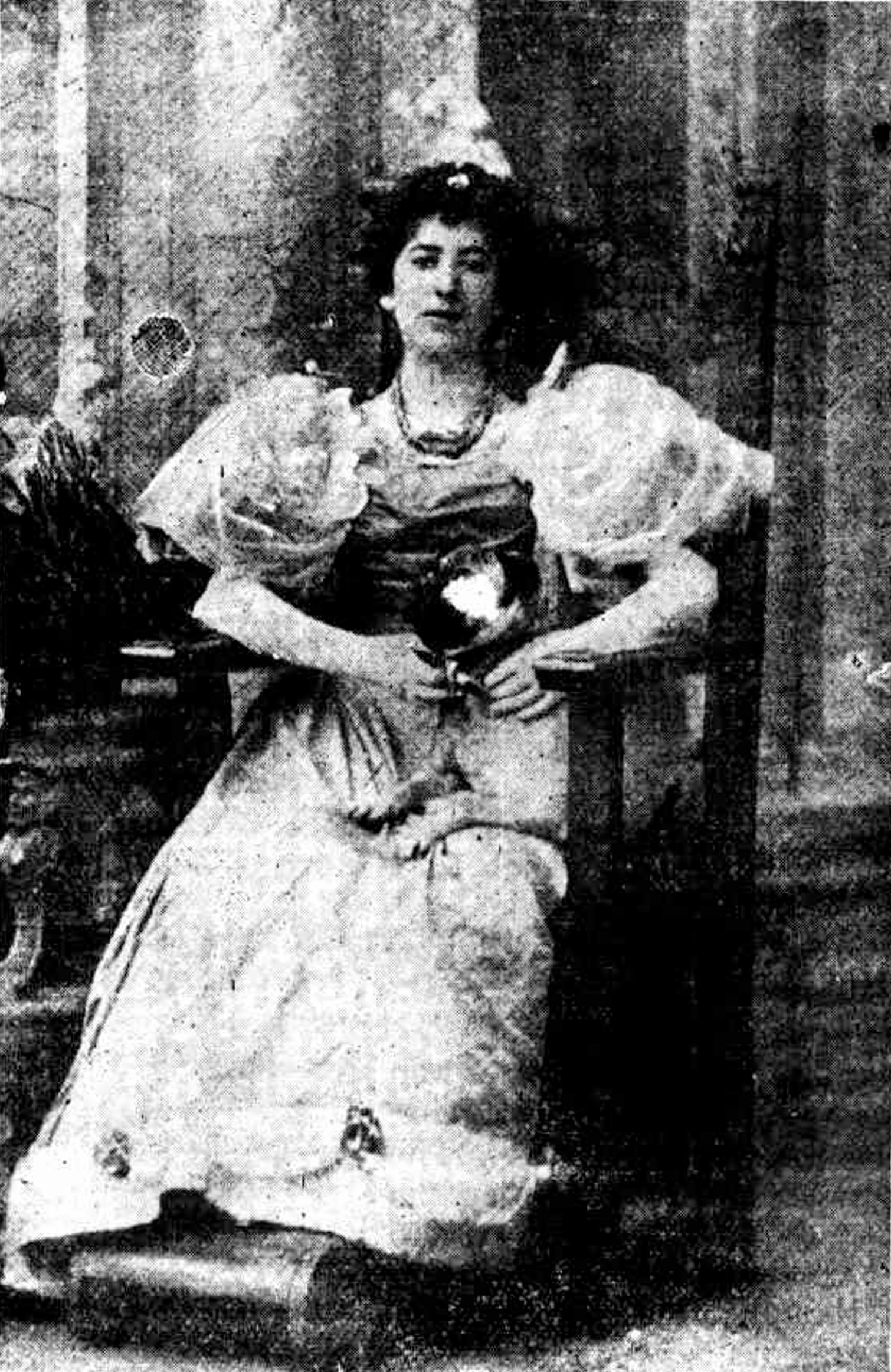
1895年のセオドラ・コーワン

セオドラ・コーワン（Theodora Esther Cowan、1868年11月13日 - 1949年8月27日）は、オーストラリア生まれの彫刻家、画家である。マーガレット・バスカヴィル（Margaret Baskerville:1861-1930）とともに、オーストラリア生まれの女性として彫刻家として成功した最初期の人物とされる。

## 略歴
シドニーのザ・ドメインにあったリッチモンド・ヴィラで、ロンドン生まれのユダヤ人金融業者の父親とイギリス生まれの母親の間に生まれた。幼いころから彫塑に興味を持ち1887年から1888年の間、シドニーの技術学校（Sydney Technical College）でフランス出身の画家、リュシアン・アンリから絵画と彫刻を学んだ。
アンリや彫刻家のパーシバル・ボール（Percival Ball: 1845-1900）の勧めにより、1889年にイタリアに留学することになり、フィレンツェに両親と移り 、フィレンツェの美術アカデミーでアメリカ人彫刻家ロングワース・パワーズ（Longworth Powers: 1835–1904)やイタリア人彫刻家アウグスト・リヴァルタ（Augusto Rivalta: 1835/1838–1925)に学んだ。
このころ、ヨーロッパにはバートラム・マッケナル（Bertram Mackennal: l863-1931）のような、多くの若いオーストラリアの彫刻家が留学してきていた。イタリアでは、音楽家のピエトロ・マスカーニや、作家のウィーダ、アメリカの彫刻家ハリエット・ホズマーなどの著名な人物と知り合った。作品の注文が得られるようになり1894年にロンドンの展覧会に作品を出展した。
1895年に帰国し、シドニーのストランドアーケードにスタジオを設立した。オーストラリアでは女性彫刻家に対する偏見があったがパイオニアとして行動した。1897年にオーストラリア芸術家の風景画もしくは人物彫刻の最も優れた作品に贈られる「ウィン賞（Wynne Prize）」の最終選考に残った。ニュー・サウス・ウェールズ州立美術館からも作品の注文を得た。シドニーの芸術家協会
（Society of Artists）の展覧会に作品を出展した。
1901年9月にロンドンに移り、スタジオを開き活動した。1907年にロンドンの女性芸術家展（London Exhibition of Work by Women Artists）で一等を受賞し、1908年にロンドンで開かれた「Franco-British Exhibition」で金賞を受賞した。
1902年に、オーストラリアの新聞「The Courier-Mail」は「注目すべきオーストラリア人女性」と題するイラスト入り記事で、音楽家のネリー・メルバとエイダ・クロスリー（Ada Crossley）、文学者のローザ・キャンベル・プレード（Rosa Campbell Praed）とキャスリーン・マニントン・カフィン（Kathleen Mannington Caffyn）、ルイーズ・マック（Louise Mack）、メアリー・ゴーント（Mary Gaunt）、博物画家のエリス・ローワンとともにセオドラ・コーワンが取り上げられた。
1913年6月にシドニーに戻り、画家として働くようになり女性画家協会に出展し、個人で美術教師として働いた。子供などを描いたが、1920年代に入ると、芸術的活動は低調になった。1925年にソロモン諸島で描いた水彩画を画廊で展示した。1933年に陶器会社を設立するが短命に終わった。晩年は不遇で、
1949年8月27日にシドニー郊外のヴォクリューズ（Vaucluse）の病院で亡くなった。生涯結婚はしなかった。